# Auf zum Tanze
Auf zum Tanze (En Piste !) est une polka rapide de Johann Strauss II (op. 436). L'œuvre est créée le 21 octobre 1888 dans la salle de concert de la Musikverein sous direction de son frère Eduard.

## Histoire
Le nom de la polka provient d'un poème de même nom de Ludwig Ganghofer. Strauss a  l’idée de cette œuvre bien plus tôt que sa création le 21 octobre 1888. Lors d'un bal dans sa villa viennoise au numéro 4 de l'Igelsgasse le 3 mars précédent, il présente en effet à ses invités un fac-similé des seize premières mesures de la future polka. 

## Réutilisation musicale
En 1899, Adolf Müller utilise des parties de cette œuvre dans le sextuor du troisième acte de l'opérette Wiener Blut qu'il compose sur des motifs de Johann Strauss II.

## Durée
Sa durée d'exécution est d'environ 3 minutes et 20 secondes. Elle peut varier légèrement selon l'interprétation musicale du chef d'orchestre. 

## Interprétation notable
En 2017, la pièce est jouée lors du célèbre concert du nouvel an à Vienne, sous la direction de Gustavo Dudamel.